# Pere Vallribera (actor)
Pere Vallribera (Blanes, 1999) és un actor de televisió i teatre de Barcelona, conegut per interpretar el personatge de «Biel Roca» a la sèrie derivada de Merlí, Merlí: Sapere aude.
De petit li agradava el programa còmic de TV3 Polònia i en feia imitacions amb els companys de classe. Es va formar a l'escola d'actors Nancy Tuñón i a l'estudi Laura Jou. És estudiant de filosofia, la mateixa carrera que estudia el seu personatge a Merlí: Sapere aude. Va fer el seu debut teatral a l'obra "Lo que no se dice", d'Eric Martínez Girón. El 2018 va actuar a l'obra de teatre Frankenstein al TNC, dirigida per Carme Portaceli i protagonitzada per Àngel Llàcer i Joel Joan, i el novembre d'aquell any va actuar a l'obra L'abisme a la sala Barts, el mateix any va participar en la sèrie "Comtes de Barcelona" de TV3.
El 2019 es va fer conegut per interpretar Biel Roca, un estudiant de filosofia tímid i ingenu, a la sèrie original de Movistar+ Merlí: Sapere aude.